# Allée couverte de Saint-Eugène
L'allée couverte de Saint Eugène est un grand dolmen à couloir situé sur la commune de Laure-Minervois dans le département de l'Aude, en France.

## Protection
L'édifice est classé au titre des monuments historiques en 1931. Il a fait l'objet d'une restauration en 1964 dirigée par Jean Guilaine.

## Description
L'allée couverte est orientée sud-nord. Elle mesure 16 mètres de long sur 3 mètres de largeur au maximum. Elle se compose de trois parties (couloir, antichambre, chambre), l'antichambre et la chambre étant séparée par une dalle-hublot médiane :
- la première partie est un long couloir de 4 m de long sur 1,20 m de large en moyenne surélevé d'environ 0,40 m par rapport à l'antichambre ;
- l'antichambre mesure 5,60 m de long sur 2,50 m de large en moyenne, s'élargissant progressivement vers le fond ;
- la chambre funéraire mesure 5 m de long sur 3,20 m de large .

L'ensemble est bordé d'une série d'orthostates. Dans le coin nord-est, l'orthostate a été doublé par un support dépassant de 0,25 m du sol. Les tables de couverture qui reposaient sur ces supports ont toutes disparu. 
Selon Jean Guilaine, il ne s'agit donc pas à proprement parler d'une allée couverte, qui impliquerait une largeur sensiblement constante sur toute la longueur de l'édifice, mais d'« un grand dolmen à couloir avec rétrécissement progressif vers l'entrée ».
L'ensemble est renfermé dans un tumulus circulaire de 22 m de diamètre consolidé sur son pourtour par 20 dalles levées.

## Fouilles archéologiques
L'édifice a été fouillé par Germain Sicard de 1924 à 1928, qui y a découvert des ossements humains attribués à environ 300 individus et un très riche mobilier funéraire : des objets en cuivre (1 petit poignard, 2 alènes et 3 anneaux), 1 perle en or de forme ovoïde, 2 pointes de javelots lancéolées en silex blanc, 6 pointes de javelots en silex, 3 lames en obsidienne, 10 pointes de flèches barbelées et pédonculées, 2 objets en talc, 40 petites coquilles perforées (genre porcelaine), 18 perles perforées en test de cardium, 28 pendeloques, 17 palettes en schiste vert, des dents animales (sanglier, bovidés, chevaux, cervidés et petits carnassiers), de nombreux tessons de poteries incisées.
Ces premières découvertes furent complétées par celles consécutives aux travaux menés par Jean Guilaine : 50 perles en calcaire et en test de coquillage, 5 perles en stéatite, 2 pointes de flèches à pédoncule et barbelure, 1 flèche foliacée et de nombreux tessons de céramique datés du Chalcolithique.
L'ensemble des découvertes est attribué à une période charnière entre le Chalcolithique et le début de l'âge du bronze. Le monument ayant été violé dès l'époque romaine (débris d'amphores).

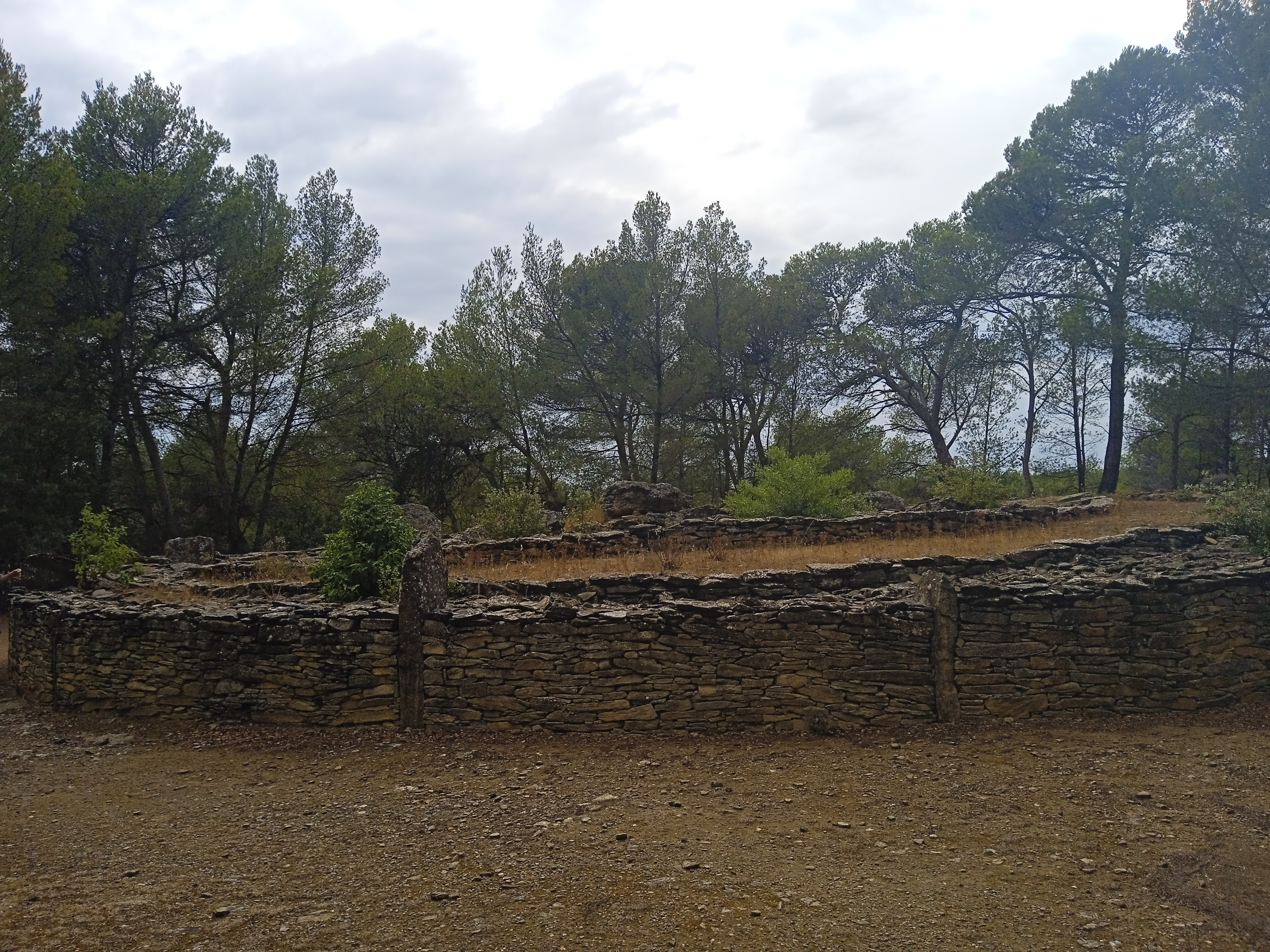
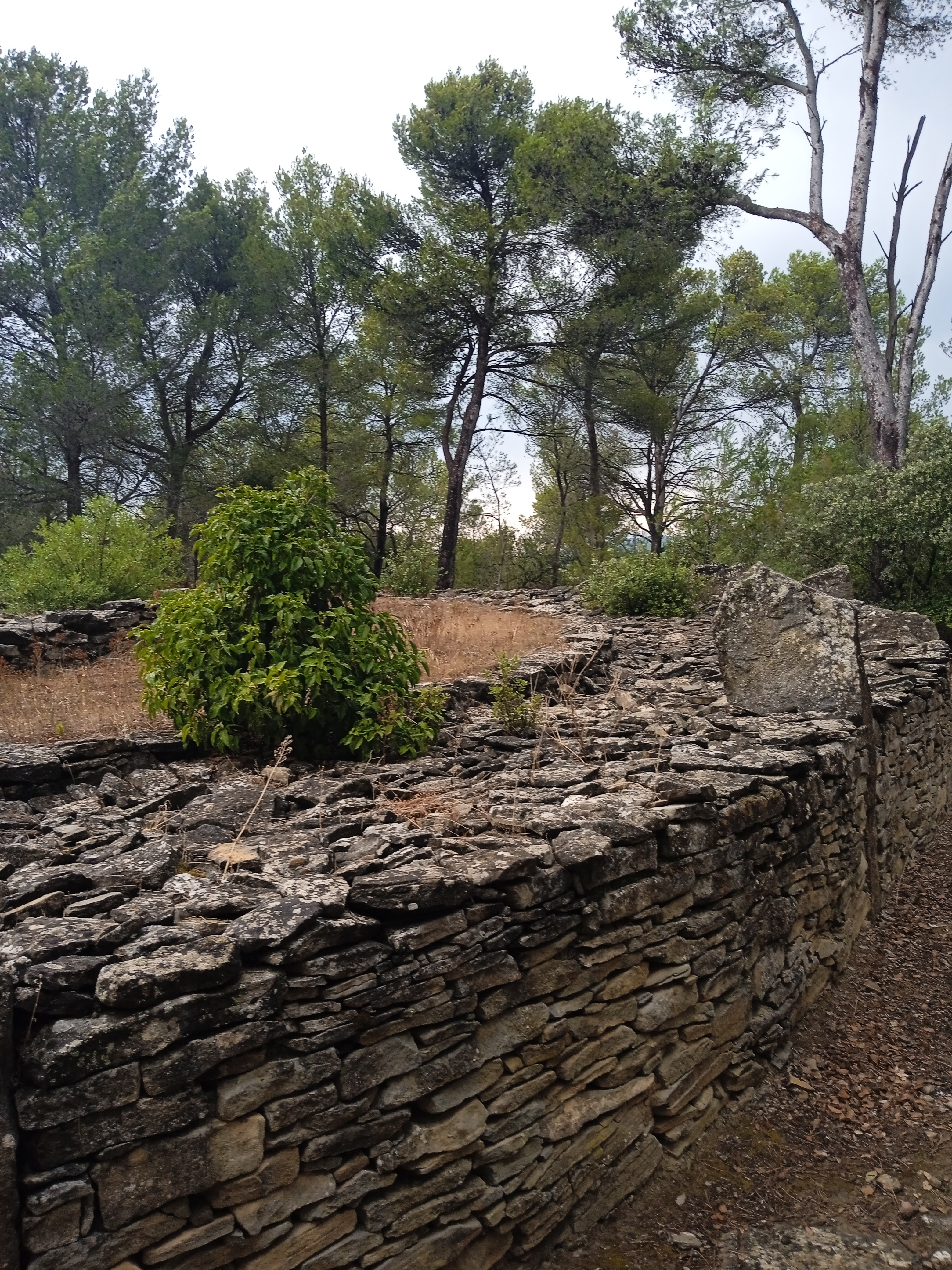
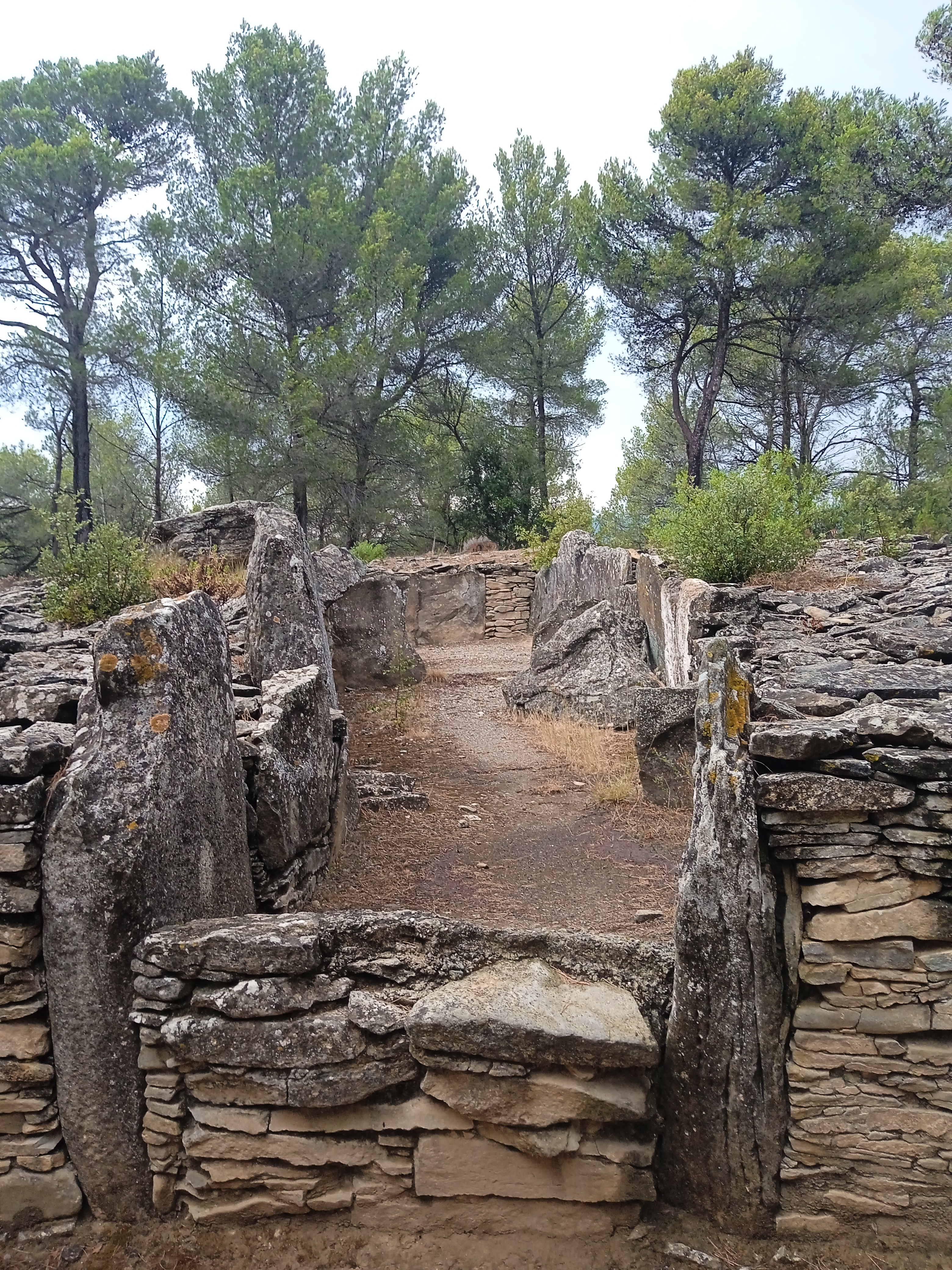